# Chloe Rose Lattanzi
Chloe Rose Lattanzi (Los Ángeles; 17 de enero de 1986) es una cantante y actriz estadounidense que nació en Los Ángeles, hija de la actriz y cantante Olivia Newton-John y del actor Matt Lattanzi. Su bisabuelo materno fue el físico ganador del Premio Nobel, Max Born.

## Biografía

### Carrera musical
En 2002, Lattanzi interpretó a Chrissy en una producción teatral en Melbourne del musical de los años 60 Hair.
Lattanzi es la compositora de "Can I Trust Your Arms", el cual apareció en el álbum de 2005 de su madre, Stronger Than Before.
En 2008, Lattanzi apareció en el reality show de MTV Rock the Cradle, terminando en tercera posición, seguida de Jesse Blaze Snider y Crosby Loggins.
En octubre de 2010, el sencillo debut de Lattanzi, "Wings and a Gun", se lanzó digitalmente en Japón.

## Discografía

### Álbumes
- 2016: "No Pain"

### Sencillos
- 2010: "Wings and a Gun"
- 2011: "Play With Me"
- 2015: "You Have to Believe" Dave Aude´ feat. Olivia Newton-John y Chloe Lattanzi

## Filmografía
- Paradise Beach (1993) (cameo en el último episodio de la serie de televisión australiana)
- A Christmas Romance (1994) (Película para televisión)
- Mannheim Steamroller's Christmas Angel (1998) (Serie de televisión)
- The Enchanted Billabong (1999) (voz en película de animación australiana)
- Bette (2001) (Episodio: "The Invisible Mom")
- The Wilde Girls (2001)
- Dead 7 (2016)
- Sharknado 5 (2017) (Película para televisión)